# Diethelm Stäbli
Diethelm Rudolf Stäbli (auch Diethelm Rudolf Staebli; * 2. Dezember 1812 in Brugg, Kanton Aargau; † 22. Dezember 1868 in Winterthur, heimatberechtigt in Brugg) war ein Schweizer Kupferstecher, Lithograph und Zeichenlehrer.

## Leben und Werk
Diethelm Stäblis Vater war der Spitalarzt der Krankenanstalt Königsfelden Ferdinand Adolf Stäbli (1772–1835).
Nach dem Wunsch seiner Eltern sollte Stäbli wie der Bruder seiner Mutter Pfarrer werden. Ab 1830 studierte er an der Akademie der Bildenden Künste München bei Julius Thaeter und wurde anschliessend Schüler von Samuel Amsler. Stäbli stach am liebsten nach Moritz von Schwind.
Stäbli kehrte 1839 in die Schweiz zurück und wurde an die höhere Stadtschule von Winterthur als Zeichenlehrer berufen, wo er 22 Jahre lang wirkte. Neben seiner Unterrichtstätigkeit arbeitete er auch als Siebdrucker und Kupferstecher. Stäbli reproduzierte Bilder zeitgenössischer Maler wie August Weckesser und Carl Rieter. Zudem schuf er zahlreiche Bildnisse von bekannten Persönlichkeiten. Stäbli unterrichtete u. a. Carl Rieter, Johann Heinrich Reinhart und Konrad Grob. Er war ein Mitbegründer des Kunstvereins Winterthur.
Stäbli heiratete Susanna Dorothea, geborene Geilinger. Sie waren die Eltern von Adolf Stäbli.